# Різко континентальний клімат
Різко континентальний клімат  — тип клімату помірних широт, характерний для внутрішніх районів материків, ізольованих від світового океану, які перебувають під впливом ділянок високого тиску.

## Особливості
Протягом майже всього року панують континентальні повітряні маси помірних широт; тип погоди — антициклональний, опадів випадає — менше 400 мм, вологість повітря невелика — коефіцієнт зволоження менше 1. Вітри, зазвичай, слабкі. Характерні великі амплітуди коливань температур — і річних, і добових. Зими тривалі, малосніжні й дуже холодні — на полюсі холоду в центральних і східних районах республики Саха можливі температури до −65 °С. Літо, зазвичай, тепле (средняя температура найтеплішого місяця — 15-20 °C, середній максимум — понад 25 °C), але нетривале, опадів трохи більше, ніж узимку, максимум їх випадає в липні.

## Область розповсюдження
Різко континентальний клімат зустрічається тільки в Північній півкулі: це пов'язано з тим, що в помірних широтах Південної півкулі майже немає суші, а отже, не існує умов для формування континентальних повітряних мас. Характерний для внутрішніх регіонів Північної Америки та Євразії, на території Росії це Східний і Центральний Сибір.
Приклад різко континентального клімату — Якутськ, розташований у центрі Якутії.
| Клімат Якутськ           | Клімат Якутськ | Клімат Якутськ | Клімат Якутськ | Клімат Якутськ | Клімат Якутськ | Клімат Якутськ | Клімат Якутськ | Клімат Якутськ | Клімат Якутськ | Клімат Якутськ | Клімат Якутськ | Клімат Якутськ | Клімат Якутськ |
| Показник                 | Січ.           | Лют.           | Бер.           | Квіт.          | Трав.          | Черв.          | Лип.           | Серп.          | Вер.           | Жовт.          | Лист.          | Груд.          | Рік            |
| Абсолютний максимум, °C  | −5,8           | −2,2           | 8,3            | 21,1           | 31,1           | 35,1           | 38,4           | 35,4           | 27,0           | 18,6           | 3,1            | −3,9           | 38,4           |
| Середній максимум, °C    | −35,1          | −28,6          | −12,3          | 1,7            | 13,2           | 22,4           | 25,5           | 21,5           | 11,5           | −3,6           | −23,1          | −34,3          | −3,4           |
| Середня температура, °C  | −33,8          | −38,6          | −20,1          | −4,8           | 7,5            | 16,4           | 19,5           | 15,2           | 6,1            | −7,8           | −27            | −37,6          | −8,8           |
| Середній мінімум, °C     | −41,5          | −38,2          | −27,4          | −11,8          | 1,0            | 9,3            | 12,7           | 8,9            | 1,2            | −12,2          | −31            | −40,4          | −14,1          |
| Абсолютний мінімум, °C   | −63            | −64,4          | −54,9          | −41            | −18,1          | −5,4           | −1,5           | −7,8           | −14,2          | −40,9          | −54,5          | −59,8          | −64,4          |
| Норма опадів, мм         | 9              | 8              | 7              | 8              | 20             | 35             | 38             | 37             | 31             | 18             | 16             | 10             | 237            |
| ------------------------ | -------------- | -------------- | -------------- | -------------- | -------------- | -------------- | -------------- | -------------- | -------------- | -------------- | -------------- | -------------- | -------------- |
| Джерело: Погода и климат |                |                |                |                |                |                |                |                |                |                |                |                |                |